# Position № 2
Position № 2 (инципит «Position number one: отдыхаю сам. Position number two: тебя хочу…») — авторская песня Кая Метова на русском языке с двумя однотипными английскими словосочетаниями, position number one (позиция номер один), position number two (позиция номер два), инкорпорированным в русский текст; второе из них, в отличие от первого — с сексуальной интенцией, стало названием песни. Была записана и издана на одноимённом альбоме в 1993 году; в 1994 году вышел клип на песню, сделавший её главным хитом, «визитной карточкой» Кая Метова не только в 90-е годы, но на протяжении всей его артистической карьеры. 

## История
Position number one: отдыхаю сам.

Position number two: тебя хочу.

Я знаю точно, знаю наверняка —

Сегодня вторник, и ты дома одна.

И я тебе звоню: position number two.

Я не могу, не могу продолжать этот путь,

Я так устал, так устал, я хочу отдохнуть.

И я звоню, говорю: как давно я тебя не видел.

Ты расскажи мне, где ты была,

Ты расскажи мне, как ты жила,

Что ты творила без меня.

Милая моя, где ты?

Милая моя, где ты?

<...>
В 2009 году в программе НТВ «Крутые 90-е» Кай Метов записал песню с оркестром.
В 2023 году Кай Метов сказал о песне: «Даже я боюсь вмешиваться в структуру этой песни, потому что эту песню выбрал народ именно в той форме и с тем содержанием, с которым она уже тридцать лет звучит».

## Отзывы
В профессиональной эстрадной среде песня была встречена прохладно, если не враждебно. Вячеслав Добрынин изменил своё отношение к песне лишь со временем: «Как выяснилось потом, он прилично играет на фортепиано, владеет инструментом. И он произвёл на меня впечатление уже другое. И я понял, что всё, что он делал до этого, это его вызов такой, это таким образом он шутил. Пошутил он неплохо, народ на это обратил внимание — я в том числе, как народ».
Сексуальный подтекст песни абсолютным большинством слушателей считается основным, хотя сам Кай Метов всегда уходит от разговора об этом. При этом игра Метова в тексте песни с номерами сексуальных позиций не имеет никаких реальных отсылок — ни к «Камасутре», где сексуальные позиции действительно пронумерованы, ни к другим сексологическим источникам.
Лера Кудрявцева в 2023 году сказала: «Понятно, что эта песня с долей юмора, что это юмористическая песня».

## Критика
Осенью 2023 года, спустя ровно тридцать лет с момента появления песни, в программе НТВ «Суперстар» Кай Метов, услышав от жюри положительный отклик о песне, сказал: «Тридцать лет я исполняю эту песню. У этой песни довольно сложная судьба: её все любят, но в публичном пространстве всегда только ругают. Вот за тридцать лет это первый раз, когда я слышу такие замечательные слова».

## Видео

### Кай Метов
- Оригинальный клип песни Position № 2 (1994)
- Концертное выступление в программе «Звуковая дорожка» (1996)
- Концертное выступление в Большом концертном зале «Октябрьский» в Санкт-Петербурге (1998)
- Студийное выступление с оркестром в программе НТВ «Крутые 90-е» (2009)
- Концертное выступление в программе MTV «Супердискотэка 90-х» (2011)
- Студийное выступление в программе НТВ «Суперстар» (2023)

### Каверы, ремиксы
- Инструментальный хард-рок-кавер Михаила Собина (2020)
- Дискотека «Назад в будущее» с вокалом Кая Метова (2021)
- Софи Ллойд и другие с вокалом Кая Метова (2022)